# Still
För andra betydelser, se Still (olika betydelser).
Still är ett samlingsalbum med ovanliga Joy Division-låtar, tillsammans med en live-inspelning av deras sista uppträdande som ägde rum på University of Birmingham den 2 maj 1980. Bland låtarna finns också en cover av The Velvet Undergrounds "Sister Ray" som spelades in live på Moonlight Club i London den 3 april 1980.

## Låtlista
Alla låtar är skrivna av Joy Division (Ian Curtis/Peter Hook/Stephen Morris/Bernard Sumner), om annat inte anges.

### Sida A
1. "Exercise One"
2. "Ice Age"
3. "The Sound of Music"
4. "Glass"
5. "The Only Mistake"
6. "They Walked in Line"
7. "The Kill"
8. "Something Must Break"
9. "Dead Souls"
10. "Sister Ray" (John Cale/Sterling Morrison/Lou Reed/Maureen Tucker)

### Sida B
1. "Ceremony"
2. "Shadowplay"
3. "Means to an End"
4. "Passover"
5. "New Dawn Fades"
6. "Transmission"
7. "Disorder"
8. "Isolation"
9. "Decades"
10. "Digital"

Låt 11 till 20 är från uppträdandet på Birminghams universitet 2 maj 1980.